# Shajintai
Die „Gemeinde Shajintai der Mongolen und Manju“ (chinesisch 沙金台蒙古族满族乡, Pinyin Shājīntái Měnggǔzú Mǎnzú Xiāng) ist eine Nationalitätengemeinde im äußersten Westen des Kreises Kangping der Unterprovinzstadt Shenyang in der nordostchinesischen Provinz Liaoning. Die Gemeinde hat eine Fläche von 177,8 km² und 15.975 Einwohner (Stand: Zensus 2010). Der Abbau der großen Bentonit-Vorkommen auf dem Gemeindegebiet ist – zusammen mit der Land- und Viehwirtschaft – wichtigster Wirtschaftszweig.

## Administrative Gliederung
Shajintai setzt sich aus elf Dörfern zusammen. Diese sind:
- Dorf Xizhahaqi (西扎哈气村), Sitz der Gemeinderegierung;
- Dorf Aoliyingzi (敖力营子村);
- Dorf Dongyao (东窑村);
- Dorf Dongzhahaqi (东扎哈气村);
- Dorf Gatuwopu (嘎土窝堡村);
- Dorf Hongqi (红旗村);
- Dorf Shangshajintai (上沙金台村);
- Dorf Shitoujingzi (石头井子村);
- Dorf Shuangmiaozi (双庙子村);
- Dorf Taipingzhuang (太平庄村);
- Dorf Xiyikeshu (西一棵树村).